# Rättviseförmedlingen
Rättviseförmedlingen var en svensk insamlingsstiftelse, inriktad på att främja jämlikhet och mångfald. Den var verksam mellan 2010 och 2019. Stiftelsen fungerace som ett internetbaserat initiativ som skapar listor till olika projekt, organisationer och medier för att hjälpa dem hitta personer från underrepresenterade områden med relevant kunskap och erfarenhet. Den arbetade även med att belysa kompetenser hos underrepresenterade grupper på till exempel arbetsplatser, i styrelser och i fördelningen av utmärkelser. De har beskrivit sitt eget mål som rättvis representation i ett jämlikt samhälle.

## Organisation
Föreningen grundades 2010 av PR-konsulten Lina Thomsgård. Omkring 135 000 personer är anslutna till Rättviseförmedlingen, främst via deras Facebooksida, och de har gjort över 600 efterlysningar. Föreningen hade sitt säte och kontor i Stockholm med några anställda samt volontärer. 

### Verksamhet
Organisationens grundverksamhet är listor, som de tillsammans med volontärer och följare på sociala medier fyller med namn på personer. Listorna skapas inom olika sammanhang för att uppmärksamma personer med kunskap och erfarenhet inom ett visst område som har en underrepresenterad bakgrund. Att finnas med på någon lista eller efterlysa nya listor är avgiftsfritt. 2017 släpptes Listoteket, där Rättviseförmedlingens listor framöver hittas.
Rättviseförmedlingen erbjuder även platsannonser, kurser och föreläsningar till företag och organisationer. De tjänsterna finansierar delar av organisationens andra verksamheter.

#### Projekt
2011 stiftades Rättvisepriset för att årligen tilldelas ett projekt, person organisation eller företag som gjort konkreta och innovativa insatser för jämställdhet, jämlikhet och samtidigt inspirerat andra att agera. Priset har tidigare gått till Rättviseförmedlingen själva (2011), OLIKA förlag (2012), Kawa Zolfagary (2013), Göteborgs kulturkalas (2015), #jagärhär (2016), Lovette Jallow (2017) och Teckenspråkets röst (2018). 
Tillsammans med programledaren Isabelle McAllister delar Rättviseförmedlingen ut Isabellestipendiet. Stipendiet på 20 000 kronor instiftades 2011 och tilldelas kompetenta kvinnor inom hantverksbranschen.
2011 lanserades även kampanjen Tacka Ja!. Kampanjen gick ut på att uppmuntra kvinnor att tacka ja till uppdrag för att minska obalansen av könsrepresentation. År 2012 samarbetade koncernen Stureplansgruppen tillsammans med Rättviseförmedlingen för att starta en DJ-kurs riktad mot tjejer. Året därefter lanserade föreningen A-märkning tillsammans med Women in Film and Television och biografer i Stockholm, Göteborg, Malmö och Helsingborg. Rättviseförmedlingen släpper också årligen Rättvisaren, en mediegranskning som presenterar statistik om representation gällande kön och bakgrund i svenska nyheter. Rapporten började som ett treårigt projekt år 2014 med stöd från Vinnova, men fortsätter släppas årligen. 2018 kom initiativet Adam Berit, ett förslag på ett nytt bokstaveringsalfabet.

### Nedlägning
I januari 2019 aviserade Rättviseförmedlingen att verksamheten skulle läggas ner efter nio års arbete. Anledningen uppgavs vara att andra aktörer tagit över att driva frågan om representation och att man därför vill lämna plats åt nya metoder.

## Kulturdepartementets lista över tänkbara personer till styrelser
År 2015 fick föreningen i uppdrag av Kulturdepartementet att ta fram en lista med personer som kunde rekryteras till styrelser och insynsråd. Listan på 334 namn som lämnades över till Kulturdepartementet innehöll bland annat medieprofiler som Alexandra Pascalidou, musikern Behrang Miri, kulturjournalist Mona Masri, poeten Athena Farrokzhad, journalist Patrik Lundberg och Rättviseförmedlingens tidigare VD Sofia Embrén.
Sofia Embrén förklarade i en debattartikel att deras efterlysning inte uteslutit personer utifrån vare sig kön eller etnicitet, då efterlysningen frågat efter andra än ”väletablerade personer med liknande bakgrund i medelåldern”. Embrén uppgav även att vem som helst kunnat bidra med tips på personer till Kulturdepartementets lista.